# Corinth (Vermont)
Corinth – miasto w Stanach Zjednoczonych, w stanie Vermont, w hrabstwie Orange.
W Corinth urodził się pierwszy w historii Stanów Zjednoczonych Afroamerykański prawodawca – Alexander Twilight.